# Begonia gemmipara
Espèce
Synonymes
- Putzeysia gemmipara (Hook.f. & Thomson) Klotzsch[1]

Begonia gemmipara est une espèce de plantes de la famille des Begoniaceae. Ce bégonia est originaire du sous-continent indien. L'espèce fait partie de la section Putzeysia. Elle a été décrite en 1855 par Joseph Dalton Hooker (1817-1911) et Thomas Thomson (1817-1878). L'épithète spécifique gemmipara signifie « qui porte des bourgeons ». 

## Répartition géographique
Cette espèce est originaire des pays suivants : Inde ; Népal.